# 森左智
森 左智（もり さち）は、日本の漫画家。

## 作品リスト
- 特攻!アルテミス（少年画報社、ヤングキング掲載、全21巻、文庫版全8巻）
- サムライ（大都社、全2巻）
- 殴り屋（少年画報社、ヤングキング、全5巻）
- まんが熱血!ヤンキー先生 母校と泣いた日（原作：義家弘介、ぶんか社、全1巻）
- KUROFUNE 黒船（集英社、スーパージャンプ掲載、原作：周良貨、全3巻）
- カイル（ぶんか社、全1巻）
- まりリン! ヤンママ×ひとつぶだね（ぶんか社、全1巻）
- 餓狼 エキゾースト・ウルフ（少年画報社、ヤングキング増刊エトランゼ掲載、全2巻）
- BIRI☆BIRI（祥伝社、FEEL YOUNG掲載、全1巻）
- おてんと様と行こう!（少年画報社、全2巻）

| スタブアイコン | サブスタブ | この項目は、まだ閲覧者の調べものの参照としては役立たない、漫画家・漫画原作者に関連した書きかけの項目です。この項目を加筆・訂正などしてくださる協力者を求めています（P:漫画/PJ:漫画家）。 |